# Блэкфейс

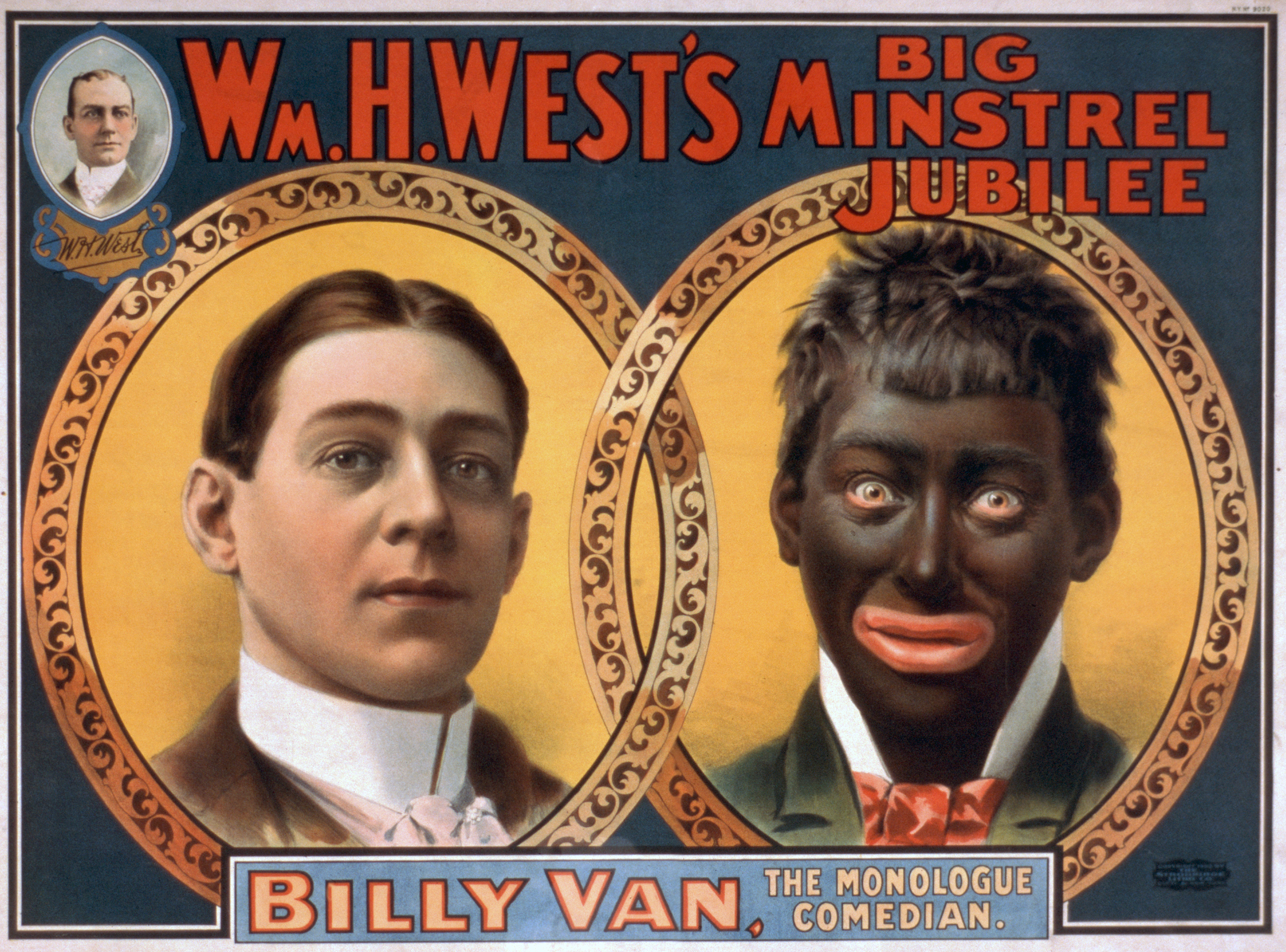
Репродукция афиши 1900 года, рекламирующей выступление комика Уэст, Уильям

Блэкфе́йс (англ. blackface «чёрное лицо») — разновидность театрального грима, который использовался комиками для своих шоу и водевилей и представлял собой карикатурное изображение лица чернокожего человека. Мода на такой макияж распространилась в первой половине XIX века и способствовала укреплению стереотипов относительно представителей негроидной расы. В частности, именно благодаря «блэкфейсам» в английском языке закрепились такие этнофолизмы, как «беззаботный негритос на плантации» (англ. happy-go-lucky darky on the plantation) и «черномазый денди» (англ. dandified coon). К 1848 году «блэкфейсы» стали частью национальной американской культуры, разбавив серьёзность тогдашних театральных постановок. Гротескные выступления «блэкфейсов» не теряли популярности вплоть до 1960-х годов, когда стало набирать силу Движение за гражданские права чернокожих в США.
«Блэкфейсы» являлись важной культурной составляющей Америки в течение более чем ста лет. Первые упоминания о данном типе грима относятся к 1830 году. Из Америки в Европу мода на блэкфейсов пришла очень быстро, в Великобритании они стали даже более популярными, чем у себя на родине. Известно также, что на британском телевидении блэкфейсы продержались дольше, чем на американском: последние такие выступления относятся к 1978 (шоу «The Black and White Minstrel Show») и 1981 годам.
Для создания макияжа в ранние периоды артисты использовали жжёную пробку, а позднее — гуталин. Этими материалами чернили лицо, а область вокруг рта при этом оставалась нетронутой. Помимо этого зачастую для завершения образа надевались курчавые парики, перчатки, фраки или наоборот — лохмотья. Примечательно то, что и чернокожие артисты иногда примеряли на себя образы «блэкфейсов».
Образ «блэкфейса» зачастую вызывал противоречивые отклики. Распространено мнение, что применение такого грима являлось разновидностью кроссдрессинга (трансвестизма или цисвестизма), когда человек примеряет на себя отличительные черты и признаки противоположного пола, социального класса или расы, которые в обычных условиях претят его образу жизни и представлениям. К середине XX века использование грима «блэкфейс» стало сходить на нет, если же такой макияж и употреблялся, то только для придания сатирического оттенка.

## История возникновения

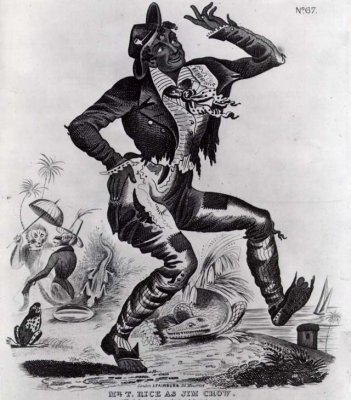
Изображение Томаса Райса в роли Джима из «Jump Jim Crow», театральная афиша, 1832

Точное время и место возникновения грима «блэкфейс» не установлено. Журналист и писатель Джон Страусбауг в своей книге «Black Like You: Blackface, Whiteface, Insult and Imitation in American Popular Culture» полагает, что традиция демонстрировать непохожесть чернокожих людей для развлечения белых восходит к 1441 году, когда пленных из Западной Африки выставляли на всеобщее обозрение в Португалии. Позднее образы чернокожих использовались белыми актёрами и в классическом театре, самый известный из таких примеров — первая постановка «Отелло» (1604). Однако в эпоху Ренессанса изображение темнокожих не включало карикатурную составляющую, равно как не отображались и их положительные качества, вроде врождённой музыкальности и внушительных физических способностей.
Белый актёр Льюис Хэллэм-младший способствовал популяризации раннего «блэкфейса» после того, как 29 мая 1769 года в нью-йоркском Театре на Джон-стрит исполнил роль Мунго (нетрезвого моряка-негра) в спектакле «Замо́к» (англ. Padlock). Его игра привлекла к себе внимание многих артистов, и вскоре его стиль начали копировать. Примерно с 1810 года большое распространение получили блэкфейс-клоуны. После своего турне по Америке в 1822—1823 годах британский актёр Чарльз Мэтьюс позаимствовал для своих выступлений афроамериканские мотивы. Его следующее шоу «Путешествие в Америку» (англ. A Trip to America) даже включало композицию «Possum up a Gum Tree» — известную негритянскую песню о жажде свободы. Актёры Эдвин Форрест и Джордж Вашингтон Диксон также строили свою карьеру, прибегая к использованию «блэкфейса». Но поистине мировую известность «блэкфейс» получил благодаря комику Томасу Райсу и, в частности, его номеру «Прыгай, Джим Кроу» (англ. Jump Jim Crow), 1828, который включал в себя как вокальные, так и танцевальные элементы. Райс путешествовал по США, давая концерты под сценическим псевдонимом «Дядя Джим Кроу». Позднее, во времена реконструкции Юга, термин «Джим Кроу» («черномазый», «негр») стал ассоциироваться с расовой дискриминацией и принятием законов о расовой сегрегации.
В 1830—1840 годах «блэкфейсы» принимали участие в преимущественно примитивных и пошлых спектаклях, однако с течением времени артисты с чернёным лицом получили возможность развлекать зрителей во время антрактов более солидных и серьёзных постановок. Количество стереотипов, воплощённых в «блэкфейсе», росло: теперь это был суеверный, трусливый, похотливый и ленивый шут, который воровал, лгал и коверкал английский язык (белые актёры стремились во всём подражать чернокожим и поэтому говорили на афроамериканском английском). В середине XIX века «блэкфейсов» играли лишь мужчины, поэтому нередко встречались травести, которые изображали архетипичных негритянских женщин. Чаще всего это были либо образы «мамушки», заботливой и неграмотной дамы в почтенном возрасте, либо гротескно «мужеподобной» женщины.
«Блэкфейс» был не единственным популярным персонажем спектаклей в Америке XIX века, пародировались также янки и жители пограничной полосы. В конце XIX — начале XX века на подмостках США и Великобритании стали появляться и другие стереотипы: коварные и продажные евреи, пьяные и шумные ирландцы, елейные итальянцы, грузные немцы, а также доверчивые деревенщины всех национальностей.
Чаще всего менестрели с чернёным лицом выступали сольно, иногда в дуэтах, ещё реже — в трио. В более поздний период начали появляться целые труппы «блэкфейсов», разъезжавшие по стране с представлениями. В 1842 году Эдвин Пирс Кристи устроил в Буффало своё собственное представление, состоявшее исключительно из номеров в стиле «блэкфейс». В 1843 году Дэн Эммет и его труппа «Менестрели Вирджинии» дали первое полноценное коллективное выступление, избавившись, таким образом, от статуса «дешёвых комиков», выступающих в перерывах между действиями других спектаклей. Структура выступления «Менестрелей Вирджинии» на долгое время стала классической: вокруг выступавших комиков полукругом сидели музыканты, бубнист с одного края и мастер костей — с другого, выступление состояло из трёх частей (к 1852 году сатирические скетчи стали составлять полноценный 3 акт представления).
Выступления «блэкфейсов» сопровождались песнями композитора и поэта Стивена Фостера. Его тексты зачастую были политически некорректными, а также писались на диалекте, но, в отличие от других авторов, Фостер в своих песнях не отзывался о чернокожих злобно или саркастически, а, наоборот, выражал сочувствие к ним, что нравилось тогдашней публике, пресыщенной представлениями старого образца.
К концу XIX века менестрель-шоу стали терять былую популярность, и «блэкфейсы» вынуждены были вернуться к старому стилю лёгких водевилей. Образы актёров с чернёными лицами использовались повсеместно в кино вплоть до 1930-х годов (в мультипликации чуть дольше), на радио — вплоть до 1950-х.
Образ «блэкфейса» сыграл огромную роль в укреплении стереотипов о характере и поведении афроамериканцев. По мнению некоторых исследователей, такой вид шоу позволял белым людям справляться со своим страхом перед чем-то непохожим, а также самоутверждаться в собственном превосходстве перед чернокожими. Использование такого грима являлось социально приемлемым, но в то же время очевидным способом унизить чёрную расу и утвердить главенство белого народа.

## Чернокожие артисты-«блэкфейс»

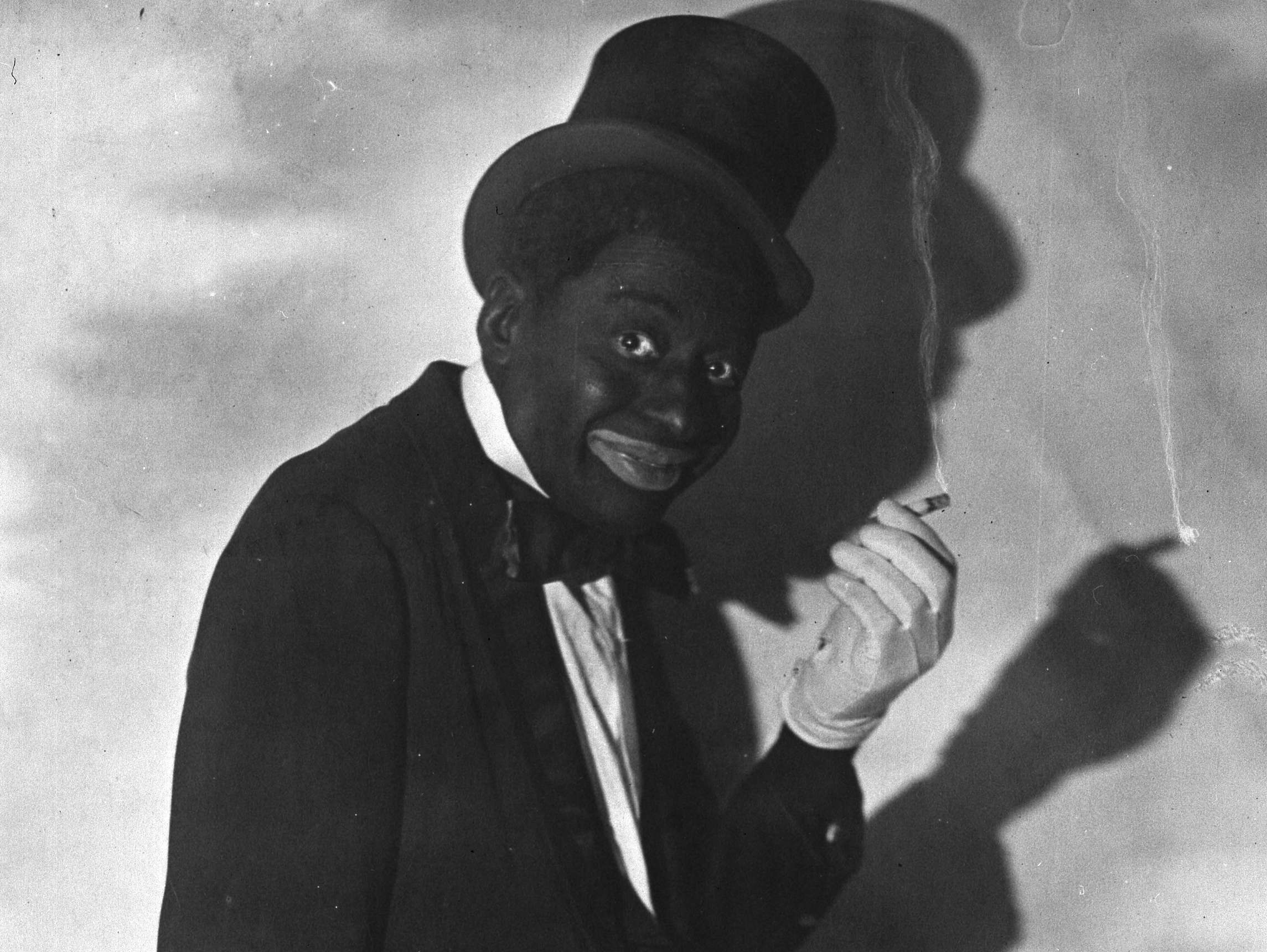
Берт Уильямс был единственным чернокожим участником постановки «Безумства Зигфелда» в 1910 году. На тот момент он был самым высокооплачиваемым афроамериканским артистом

К 1860-м годам стали появляться чернокожие менестрели, которые, тем не менее, также использовали грим «блэкфейс». Многие из таких артистов являлись вольноотпущенниками, но некоторых использовали как рабсилу для проведения шоу. Менестрели-афроамериканцы позиционировали себя как носители подлинного стиля «блэкфейс», но большая часть публики относилась к таким комикам как к «зверям в клетке». Были, однако, и успешные труппы чернокожих менестрелей, в их числе — менестрели из Джорджии Букер и Клейтон, которые своими выступлениями снискали большую популярность.
Подобные команды чернокожих менестрелей, которые чаще всего назывались «Менестрели Джорджии», в своих шоу специализировались не на социальных комментариях и едкой сатире, а на более простых бытовых ситуациях, на жизненном опыте, полученном в результате работы на плантациях. Однако чернокожие труппы, в отличие от своих белых коллег по цеху, добились превосходства в плане музыкального сопровождения и танцевальных движений. Во время каждого выступления использовались ударные музыкальные инструменты, сохранялась музыкальная полиритмия, присутствовали элементы джубы (негритянского танца). Ещё одной преуспевающей группой артистов являлась труппа Менестрелей-рабов Сэма Хейга из Джорджии (англ. Sam Hague’s Slave Troupe of Georgia Minstrels).
В 1870-х годах в творчестве чернокожих артистов наметились новые тенденции. В 1871 году появился акапельный ансамбль Fisk Jubilee Singers, который дистанцировался от прочих полупрофессиональных чёрных музыкантов и от странствующих менестрелей в том числе. Популярность Fisk Jubilee Singers подкреплялась интересом жителей Америки к тому стилю, в котором негры стали исполнять спиричуэлзы — изначально христианские песни белых людей.
Тем не менее классические «блэкфейсы»-комики сохраняли свою актуальность. В их шоу так же, как и раньше, присутствовал фарс, ирония и пародия, но высмеивали они по большей части сами себя и свои пороки. Тогда чернокожие артисты не могли обходиться без грима, вне зависимости от того, насколько тёмной была их собственная кожа. В 1860-х на протяжении короткого промежутка времени это правило не соблюдалось, и зрители могли наблюдать всё разнообразие естественных оттенков кожи негритянских менестрелей. Однако основная концепция сохранялась.

## В кинематографе

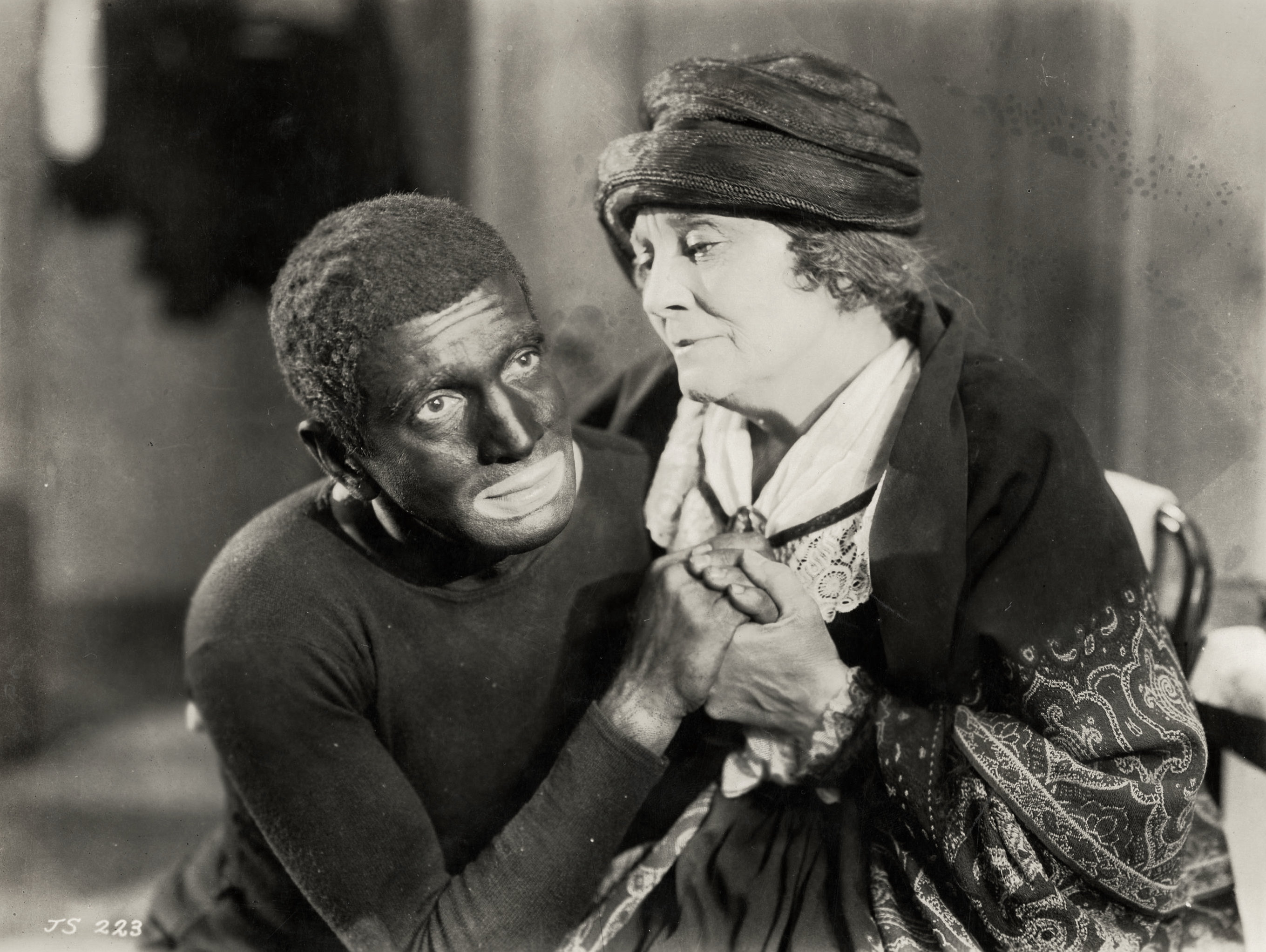
Эл Джолсон в фильме «Певец джаза», 1927

В период 1930-х годов многие актёры театра и кино выступали в образе «блэкфейс». Самыми известными артистами в данном амплуа были Эл Джолсон, Эдди Кантор, Бинг Кросби, Фред Астер, Микки Руни, Ширли Темпл и Джуди Гарленд.
Так как на заре кинематографа афроамериканцы не снимались в фильмах, роли чернокожих персонажей приходилось играть белым актёрам. В одном из первых фильмов «Хижина дяди Тома» (1903) все основные роли чернокожих исполняли загримированные белые. В версии «Хижины дяди Тома» 1914 года главную роль исполнял уже Сэм Лукас — афроамериканский актёр, который начинал свою карьеру с шоу в стиле «блэкфейс». В фильме Дэвида Гриффита «Рождение нации» (1915) все негры были представлены белыми актёрами, однако недовольство критиков расистским подтекстом фильма положило конец данной практике. Впоследствии «блэкфейсы» появлялись лишь как комичное дополнение к фильму либо как шоу, вплетённое в сюжет самого фильма (в случае с Элом Джолсоном). Распространение получили чревовещатели, озвучивавшие кукол с чёрным лицом. Примечателен тот факт, что только чёрных людей белым актёрам было запрещено изображать в кино, все остальные национальности и расы, будь то индейцы, азиаты или арабы, ещё долгое время не принимали участие в создании фильмов и заменялись белыми.

## В изобразительном искусстве и мультипликации

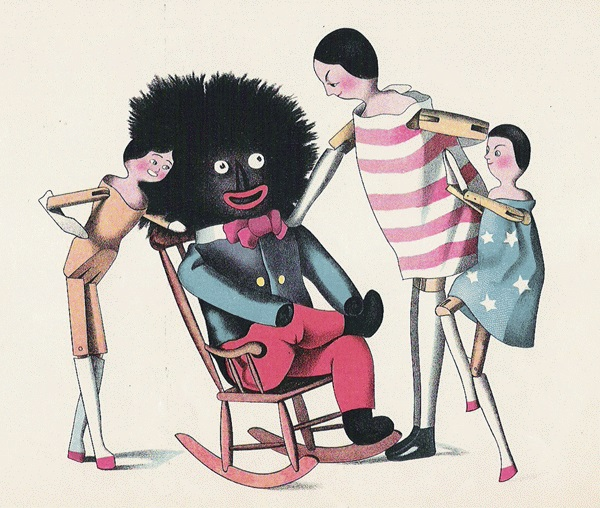
Иллюстрация к книге «Приключения двух голландских кукол и Голливога», 1895

Иллюстрации в стиле «блэкфейс» в первую очередь подразумевали выпученные глаза, покрытое чернилами лицо, чрезмерно красные или розовые губы и идеально белые зубы. Данные черты также были характерны и для мультипликационных персонажей, детских игрушек, комиксов, открыток и различной рекламной продукции.
В 1895 году в Великобритании появился первый Голливог, созданный иллюстратором Флоренс Кейт Аптон. «Голли», как его позднее стали называть, был тряпичной куклой с круглыми белыми глазами, ярко-красным улыбающимся ртом и копной чёрных волос, одетый в классический костюм менестреля. Популярность Голливога достигла и Америки, где на основе данного образа стали выпускать игрушки, чайные наборы и даже парфюм. Укороченная форма имени персонажа «wog» (рус. цветной) также закрепилась в английском языке и стала носить оскорбительный характер.
«Блэкфейсы» значительно повлияли на американскую мультипликацию 1930—1940 годов. В частности, с образом чернолицего менестреля связывают Микки Мауса. В 1933 году кинокомпания United Artists выпустила мультфильм «Mickey’s Mellerdrammer», в котором мышонок Микки представал перед зрителями в обновлённом образе: с преувеличенно яркими губами, густыми бакенбардами и непременным атрибутом «блэкфейсов» — белыми перчатками. Мультипликационный сериал «Том и Джерри» был известен многочисленными отсылками к «блэкфейсам». Серии «Yankee Doodle Mouse» (1943), «Mouse in Manhattan» (1945), «The Milky Waif» (1946), «A Mouse in the House» (1947), «Mouse Cleaning» (1948), «The Truce Hurts» (1948), «The Little Orphan» (1949), «Safety Second» (1950), «Casanova Cat» (1951), «His Mouse Friday» (1951), «Life With Tom» (1953) подвергались цензуре за стереотипное оскорбительное, по мнению критиков, изображение негров. Чаще всего это были эпизоды, когда главных героев поджигали или взрывали — в такие моменты покалеченные животные изображались с чернёными лицами, пухлыми губами и африканскими косичками. Подобное происходило и с мультфильмами Текса Эйвери в сериях «Happy-Go-Nutty» (1944), «Henpecked Hoboes» (1946), «Lucky Ducky» (1948), «Daredevil Droopy» (1951), «Droopy's Good Deed» (1951) и «Magical Maestro» (1952). Багз Банни также примерял на себя образ «блэкфейса» в мультфильме «Southern Fried Rabbit» (1953). По мнению Страусбауга, «в 1930-е в трети всех мультфильмов MGM присутствовали образы „мамушки“ и чернокожих менестрелей».
К 1950 году Национальной ассоциацией содействия прогрессу цветного населения в США была развёрнута кампания против изображения чернокожего населения порочащим образом. Данная кампания затронула в том числе и «блэкфейсов». На протяжении многих лет чернолицых менестрелей использовали в качестве рекламных символов для продуктов питания («Picaninny Freeze» — замороженные сладости), закусочных и кафе («Coon Chicken Inn» — сеть ресторанов), а также товаров личного пользования (зубная паста «Darlie»). Но к середине XX века, благодаря стараниям борцов за права человека, подобная реклама вышла из употребления.
В 1975 году Ральф Бакши выпустил сатирический мультфильм «Чернокожие», в котором нарочно изобразил чернокожих в «блэкфейс»-стиле.

## В танцах

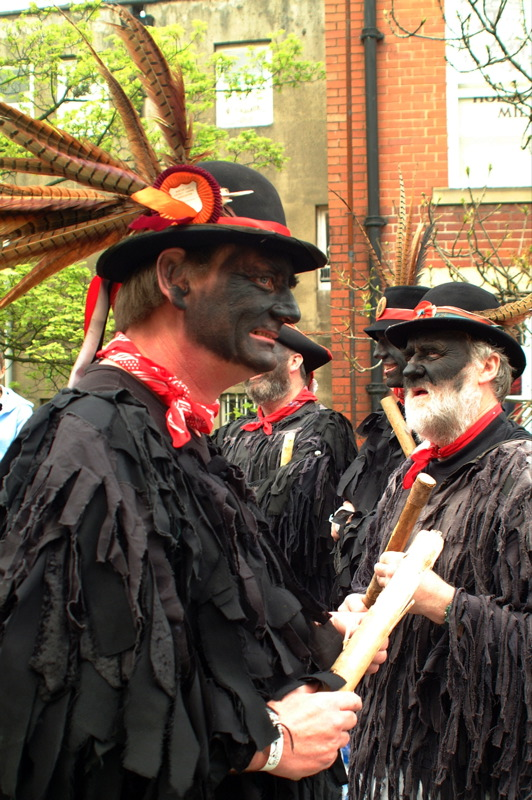
Танцоры морески с крашеными лицами

Танец и песня мореска эпохи Возрождения, который исполняется и сегодня, предполагал начернение лиц танцоров углём. Танец гротескно представлял «мавров», входил в комедию дель арте, был обязательным атрибутом шествий и карнавалов.
В 1910 году состоялась премьера балета Николая Римского-Корсакова «Шехеразада», хореография к которому была поставлена Михаилом Фокиным. Раба Зобеиды исполнял Вацлав Нижинский, который по задумке сценографа Леона Бакста должен был раскрасить лицо в коричневый цвет, чтобы подчеркнуть принадлежность к негроидной расе. В 1912 году Фокин поставил следующий балет Римского-Корсакова — «Петрушка». Роль Арапа — одной из марионеток — исполнял Александр Орлов, чей грим был полностью выдержан в стилистике «блэкфейс». Кроме того, тёмный грим использовался в балетах «Баядерка» и «Отелло».

## В современном мире

### Азия
В странах центральной Азии и Дальнего Востока на телевидении часто практикуется показ блэкфейса, например, Малайзия оказалась в центре скандала, когда на телевидении показывалась обмазанная дёгтем женщина, что символизировало её некрасивость, а потом её кожа снова белела, — возвращая ей «женскую красоту» и вызывая восторженную реакцию окружения.
Имитация внешности африканцев в рекламах, телешоу и музыкальных клипах по-прежнему обыденна в Японии при том, что в стране имеются чернокожие актёры и музыканты. Очередной случай блэкфейса вызывает споры в интернете, особенно со стороны англоязычного сообщества, которое замечает, что, даже если японцы не практиковали систематическую дискриминацию чёрных, это не избавляет их от факта, что блэкфейсом они поддерживают дискриминацию чернокожего населения. Внутри страны есть чернокожие активисты, активно борющиеся с блэкфейсом и которым удалось провести удачные кампании по запрету блэкфейса нескольких музыкальных рэп-групп в Японии.
Практика пародирования чернокожих в рекламе также встречается, например, на телевидении Китая, Гонконга, Филиппин, Таиланда и Южной Кореи. Актёр, изображающий чернокожего, демонстративно иррационален, глуп и имеет пародийное поведение. В Филиппинах много споров вызвала мыльная опера под названием «Нита Негрита», где по сюжету филиппинка имеет полуафриканское происхождение. Героиню играла азиатская актриса с грубым макияжем, чьё лицо покрыли чёрной краской, а область губ оставили светлой.

## Влияние

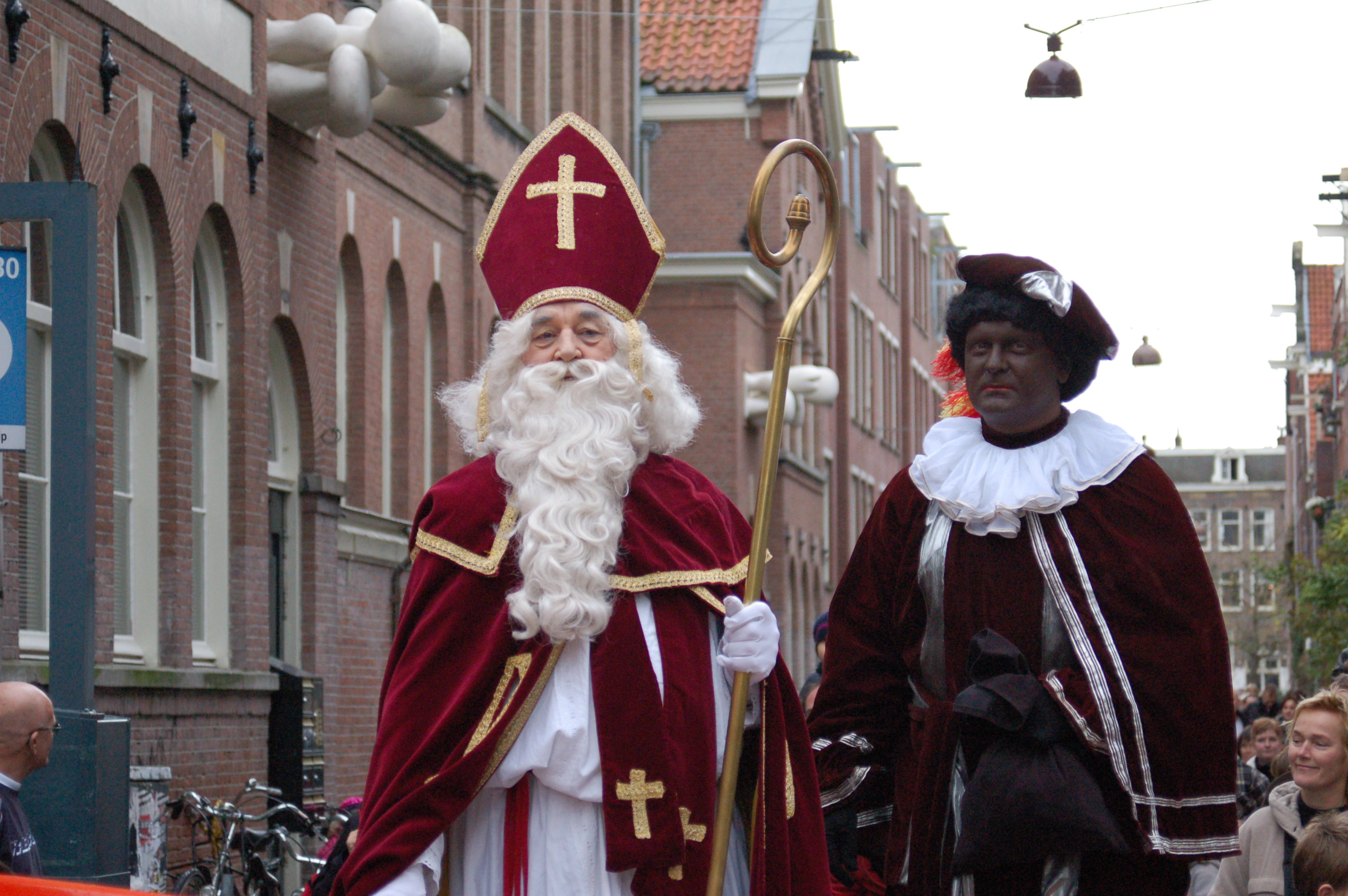
Нидерландский Синтаклаас и его помощник Чёрный Пит

В 2013 ООН усмотрела в рождественском помощнике Синтаклааса по имени Чёрный Пит признаки расизма. Персонаж Чёрного Пита вызывает в обществе также крайние эмоции и мнения. Противники считают, что Чёрный Пит — это чистая форма дискриминации и расизма по отношению к чернокожим и африканской культурe. По их мнению, Чёрный Пит является результатом рабства и европейской колонизации. Сторонники считают Чёрного Пита традицией и частью культуры Нидерландов. По их мнению, Синтaклаас и Чёрный Пит — лучшие друзья, а чёрным Пит стал от того, что лазит по дымоходам, и здесь нет никакой связи с рабством. В 2015 голландские власти вписали праздник Синтaклааса и Чёрного Пита в Национальный инвентарный лист духовного культурного наследия Нидерландов.